# Parti démocratique vaïnakh
Le Parti démocratique vaïnakh (tchétchène : Вайнехан Демократан Цхьанкхетаралла, Vaynexan Demokratan Cẋanqetaralla), abrégé VDP (ВДЦ), est un parti politique de l'Union soviétique, puis de la république tchétchène. Fondé le 5 mai 1990 par l'écrivain Zelimkhan Iandarbiev, son objectif principal est l'établissement d'un État démocratique indépendant tchétchène. 

## Histoire
Avec les réformes de la perestroïka et de la glasnost lancées au milieu des années 1980 par Mikhaïl Gorbatchev, la liberté d'expression se développe en Union soviétique. Dans la république socialiste soviétique autonome de Tchétchéno-Ingouchie, cela se traduit par une plus forte publicité pour les revendications indépendantistes. Elles sont portées par une ribambelle de groupes informels et d'organisations publiques qui commencent à apparaître partout au travers de la république, dont le Parti démocratique vaïnakh. 
Le VDP est lancé le 5 mai 1990 à partir de l'association publique Bart (« unité » en tchétchène), elle-même fondée en juillet 1989. Son chef est l'écrivain et personnage public Zelimkhan Iandarbiev. Le parti s'oppose à l'idéologie du communisme et soutient la création d'une Tchétchénie démocratique, indépendante de l'Union soviétique.  
Le congrès constitutif du VDP se tient en présence de 97 délégués et 50 invités. Il dure environ 9 heures au cours desquelles sont adoptées une charte, un programme, une résolution et une déclaration.  
Du 23 au 25 novembre 1990, les dirigeants du VDP participent au premier congrès national du peuple tchétchène (en), à l'issue duquel ils rejoignent son comité exécutif. 
De l'automne 1990 à l'été 1991, le VDP est le principal noyau d'opposition aux autorités prosoviétiques de la RSSA de Tchétchéno-Ingouchie. De ce fait, il assume le rôle de force motrice et d'axe idéologique du congrès national du peuple tchétchène. 
En octobre 1991, le VDP soutient l'élection (ru) de Djokhar Doudaïev à la tête de la république tchétchène. Au sein du parlement (en) de cette entité nouvellement indépendante, le VDP dispose alors de 12 sièges sur 41.
Le IIIe congrès du VDP en octobre 1992 fait apparaître d'importantes dissensions au sein de la direction mais aussi de la base du parti. En outre, plusieurs congressistes critiquent la politique du président Doudaïev (auxquels ils sont officiellement alliés), la jugeant trop personnelle. Ces dissensions accouchent d'une scission en février 1993 lorsque la majorité des militants du parti, emmenés par son vice-président, Idris Askhabov, rejoignent officiellement l'opposition anti-Doudaïev et demandent la destitution de leur chef, Zelimkhan Iandarbiev, qui lui est pro-Doudaïev. Le parti ne survit pas à cette scission.

## Description du parti
Le nom du parti vient de Vaïnakh, l'exo-ethnonyme commun des Tchétchènes et des Ingouches. 
Le parti est anticommuniste et souhaite établir une république tchétchéno-ingouche indépendante de l'Union soviétique.
Parmi les membres les plus connus du parti, on peut notamment citer son chef, Zelimkhan Iandarbiev, et la personnalité publique Saïd-Hassan Aboumouslimov.